# John Pankow
John Pankow, född 28 april 1954 i Saint Louis, Missouri, är en amerikansk skådespelare. 

## Filmografi i urval
- 1985 – Rambo – First Blood II
- 1985 – Änglarnas stad – Los Angeles
- 1987 – Nyckeln till framgång
- 1988 – Talk Radio
- 1991 – Mördande vänskap
- 1993–2019 – Galen i dig (TV-serie)
- 1998 – Mannen i mitt liv
- 2001 – Livsverket
- 2009 – Bröllopsduellen
- 2010 – Morning Glory
- 2011–2017 – Episodes (TV-serie)